# Campeonato Sudamericano de Football 1917
Il Campeonato Sudamericano de Football 1917 fu la seconda edizione della Coppa America di calcio. Fu organizzato dall'Uruguay e tutte le partite si disputarono allo stadio Parque Pereira di Montevideo dal 30 settembre al 14 ottobre 1917.

## Squadre partecipanti
Le quattro partecipanti, allora unici quattro membri della CONMEBOL, furono semplicemente invitate, come nell'edizione precedente.
| N° | Nazione   | Iscrizione CONMEBOL | Note                                             |
| -- | --------- | ------------------- | ------------------------------------------------ |
| 1  | Argentina | 1916                |                                                  |
| 2  | Brasile   | 1916                |                                                  |
| 3  | Cile      | 1916                |                                                  |
| 4  | Uruguay   | 1916                | Detentore Coppa America 1916 e nazione ospitante |

## Formula
La formula prevedeva che le quattro squadre partecipanti si affrontassero in un unico girone all'italiana, la cui prima classificata avrebbe vinto il torneo. Per ogni vittoria si attribuivano 2 punti, 1 per ogni pareggio e 0 per ogni sconfitta.

## Riassunto del torneo
L'Uruguay si confermò la massima potenza calcistica sudamericana, vincendo tutte le 3 partite, grazie ai goal di Ángel Romano e dei fratelli Carlos ed Héctor Scarone. Di quest'ultimo fu il goal della decisiva vittoria contro l'Argentina, che regalò alla Celeste il secondo titolo sudamericano.

## Risultati
| Arbitro: | Guassone |

|                                          |           |  |
| C. Scarone 20’ 62’ (rig.) Romano 44’ 75’ | Marcatori |  |

| Arbitro: | Fanta |

|                                                        |           |                            |
| Calomino 15’ Ohaco 56’ (rig.) 58’ (rig.) A. Blanco 80’ | Marcatori | 8’ Neco 39’ (rig.) Lagreca |

| Arbitro: | Saralegui |

|                   |           |  |
| García 76’ (aut.) | Marcatori |  |

| Arbitro: | Guassone |

|                                             |           |  |
| H. Scarone 8’ Romano 17’ 77’ C. Scarone 86’ | Marcatori |  |

| Arbitro: | Vallarino |

|                                                  |           |  |
| Caetano 21’ Neco 23’ Haroldo 26’ 59’ Amílcar 41’ | Marcatori |  |

| Arbitro: | Livingstone |

|                |           |  |
| H. Scarone 62’ | Marcatori |  |

## Classifica finale
| Pos. | Squadra   | Pt | G | V | N | P | GF | GS | DR  |
| ---- | --------- | -- | - | - | - | - | -- | -- | --- |
| 1.   | Uruguay   | 6  | 3 | 3 | 0 | 0 | 9  | 0  | +9  |
| 2.   | Argentina | 4  | 3 | 2 | 0 | 1 | 5  | 3  | +2  |
| 3.   | Brasile   | 2  | 3 | 1 | 0 | 2 | 7  | 8  | -1  |
| 4.   | Cile      | 0  | 3 | 0 | 0 | 3 | 0  | 10 | -10 |

## Classifica marcatori
4 gol
- Romano.

3 gol
- C. Scarone.

2 gol
- Ohaco;
- Haroldo e Neco;
- H. Scarone.

1 gol
- A. Blanco e Calomino;

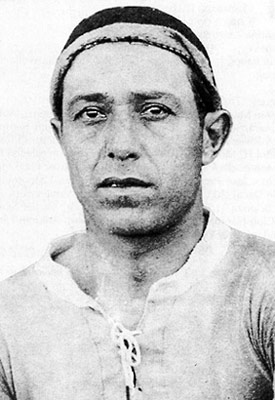
Ángel Romano

- Amílcar, Caetano e Lagreca;
- Tognola.

Autoreti
- García (pro Argentina).

## Arbitri
- Germán Guassone
- Carlos Fanta
- Juan Livingstone
- Alvaro Saralegui
- Ricardo Vallarino